# Fronte Democratico per la Liberazione della Palestina
Il Fronte Democratico per la Liberazione della Palestina (FDLP) (in arabo الجبهة الديموقراطية لتحرير فلسطين‎?, al-Jabha al-Dīmūqrāṭiyya li-Taḥrīr Filasṭīn), sovente indicata come Fronte Democratico, è un'organizzazione politica e militare palestinese di ispirazione marxista-leninista, membro dell'Organizzazione per la Liberazione della Palestina.

## Storia

### Nascita come FDPLP
Nel 1969 una fazione del Fronte Popolare per la Liberazione della Palestina (FPLP) si staccò dall'organizzazione principale per costituirsi come Fronte Democratico Popolare per la Liberazione della Palestina (FDPLP), guidato da Nayef Hawatmeh come segretario generale, il quale era ritenuto come l'anima maoista all'interno del FPLP. Hawatmeh riteneva che sotto la guida di George Habash il FPLP si fosse eccessivamente concentrato sulle questioni militari, ed intendeva pertanto fare del FDPLP un'organizzazione più di base e più orientata ideologicamente.
Per contrasto, l'anno precedente Ahmed Jibril aveva creato il Fronte Popolare per la Liberazione della Palestina - Comando Generale (FPLP-CG), separandosi dall'organizzazione di Habash, ritenuta troppo ideologica e scarsamente impegnata sulla tattica della lotta di liberazione.
Nel maggio-giugno del 1969 entrarono a far parte del FDPLP anche la Lega della Sinistra Rivoluzionaria Palestinese e l'Organizzazione per la Liberazione Popolare della Palestina.
Nel volgere di pochi anni il FDPLP si conquistò la reputazione di gruppo più intellettuale all'interno del panorama politico delle formazioni fedayyin palestinesi, e spinse pesantemente sulla connotazione marxista-leninista per interpretare la situazione del Medio Oriente. Tra i suoi vertici va sicuramente ricordato Yasser Abd Rabbih.

### Primi anni ed evoluzione ideologica

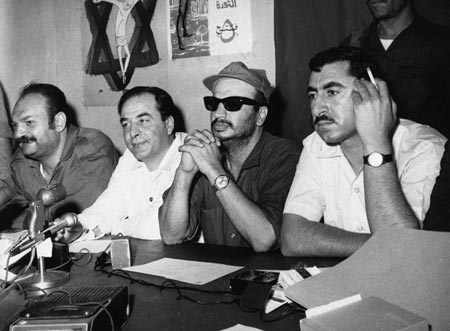
Conferenza stampa, Giordania, prima del Settembre nero. Nayef Hawatmeh, l'uomo a destra, che fuma, di fianco a Yasser Arafat

In modo palese, il FDPLP dichiarò che il suo obiettivo risiedeva nella creazione di una repubblica popolare palestinese, dove arabi ed ebrei avrebbero vissuto senza discriminazioni, uno Stato fondato su una società senza classi e scevro da oppressioni di tipo nazionalistico, dove entrambi i popoli avrebbero potuto sviluppare la loro cultura identitaria.
L'orientamento politico originario del FDPLP si fondava sul presupposto che gli orizzonti nazionali palestinesi sarebbero stati raggiunti solamente attraverso la rivoluzione delle masse e la guerra di popolo. Al contempo però l'organizzazione addivenne in breve a posizioni ideologiche più moderate, teorizzando numerose soluzioni di compromesso, ma mantenendo una posizione rigida nei confronti della lotta armata.
Il FDPLP venne duramente colpito dagli eventi del Settembre nero in Giordania, quando gli uffici di Amman della sua pubblicazione al-Sharār vennero bombardati e bruciati dai carri armati giordani. Al-Sharār (La scintilla) riprese le pubblicazioni solamente il 28 luglio 1971.
A partire dalla metà degli anni 1970 il gruppo si collocò in una posizione politica a metà strada fra quelle di Yāser ʿArafāt e gli estremisti all'interno dell'Organizzazione per la Liberazione della Palestina (OLP). Il FDPLP condannò gli attacchi all'esterno di Israele, come ad esempio i dirottamenti aerei per i quali divenne famoso il FPLP di Habash. Fu inoltre fondamentale per la definizione della soluzione dello stato bi-nazionale come obiettivo dell'OLP negli anni settanta, insistendo sul bisogno di cooperazione fra arabi ed ebrei. Il Fronte intraprese inoltre i primi contatti con alcuni attivisti e pacifisti ebrei ed israeliani, come forma pionieristica di un colloquio di pace israelo-palestinese. Al contempo eseguì numerosi bombardamenti a bassa portata, e deboli assalti contro obiettivi israeliani, rifiutandosi però di aderire alla lotta armata vera e propria. Vennero però condotti alcuni attacchi più importanti nei confronti di civili israeliani, i più noti dei quali furono il Massacro della Strada costiera, avvenuto nel 1970, e il Massacro di Ma'alot del 15 maggio 1974.

### FraFathed il Fronte del Rifiuto

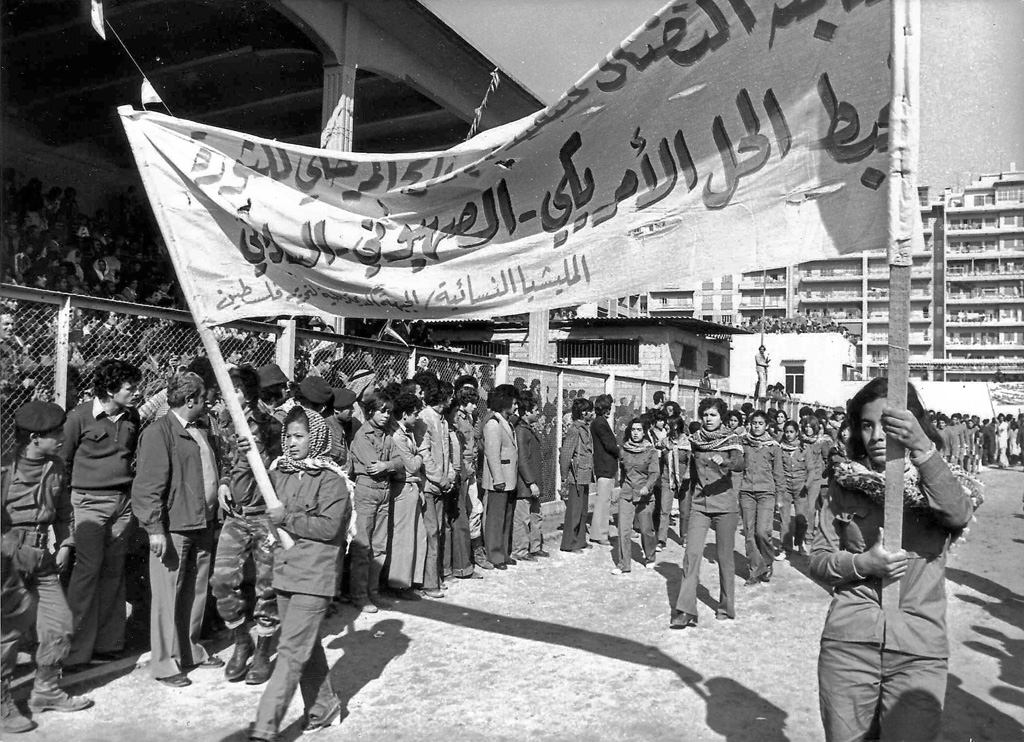
Raduno di miliziane del Fronte Democratico per la Liberazione della Palestina a Beirut, 1979

Nel 1974, nello stesso anno in cui il FDPLP cambiò nome in Fronte Democratico per la Liberazione della Palestina (FDLP), l'Organizzazione fu tra i principali sostenitori del programma dei 10 punti. Tale documento, adottato dal Consiglio Nazionale Palestinese a seguito dell'azione di lobbying coordinata fra Fath e il FDLP, introduceva timidamente il concetto di soluzione dei due Stati all'interno dell'OLP, causando di conseguenza una profonda spaccatura all'interno dell'Organizzazione, con la costituzione di un Fronte del rifiuto, formato dal FPLP, FPLP-CG, FLP, ed altri gruppi minori, accomunati dall'opposizione alla moderazione di ʿArafāt, e più o meno generalmente appoggiati dalla Siria e dall'Iraq.
Nel 1978, dopo un contrasto con ʿArafat su numerose materie, il FDLP entrò temporaneamente a far parte del Fronte del Rifiuto, ma continuò a fungere da mediatore nelle dispute che dividevano le varie fazioni all'interno dell'OLP. Nel contesto che portò alla ribellione del Fath nel 1983, nel corso della Guerra civile libanese, il FDLP si offrì di fungere da mediatore al fine di prevenire la formazione, spalleggiata dalla Siria, di Fath-Intifada, un'organizzazione ostile alla leadership del Fath posta sotto la guida di Sa'id al-Muragha (Abū Mūsā). Con il fallimento dell'azione del FDLP l'OLP si trovò invischiata in quella che fu a tutti gli effetti una guerra civile palestinese.

### Stasi durante gli anni ottanta
Dai primi anni ottanta il FDLP fu visto come il più filo-sovietico e filo-cinese fra le organizzazioni interne all'OLP.

Il progressivo collasso dell'URSS e la crescita del movimento islamista all'interno della società palestinese durante gli anni novanta privò il partito della maggior parte delle proprie risorse e della propria popolarità. Il leader cinese Deng Xiaoping iniziò inoltre a ridurre i finanziamenti che venivano stanziati annualmente da Pechino a supporto dei movimenti rivoluzionari in giro per il mondo, rappresentando questi un elemento di debolezza nelle proprie relazioni commerciali con l'occidente. Il FDLP continuò cautamente ad appoggiare gli sforzi di ʿArafāt tesi ad aprire un negoziato con Israele, ma ciò non fu privo di controversie all'interno della stessa dirigenza del Fronte.
La prima Intifada (1987-1993) provocò un cambiamento nella politica palestinese al riguardo dei territori occupati, che risultò un grave handicap per il FDLP, ampiamente basato sulla diaspora all'estero. Con la rapida crescita dell'islamismo e dei gruppi religiosi, come ad esempio Hamas, la popolarità del FDLP fra i giovani palestinesi andò sbiadendo, e la confusione interna circa il futuro dell'organizzazione paralizzò il processo decisionale.

### Spaccatura del 1991
Nel 1991 la minoranza interna al Fronte, guidata da Yāser ʿAbd Rabbih (che progressivamente si era avvicinato a Yāser ʿArafāt), si separò dall'organizzazione, appoggiando la Conferenza di Madrid, che portò ad una limitata autonomia palestinese all'interno della Cisgiordania e della Striscia di Gaza. Ispirandosi alla Glasnost' sovietica, ed alla caduta del muro di Berlino, il gruppo di ʿAbd Rabbih favorì un nuovo orientamento politico, concentrandosi sul processo di democratizzazione della società palestinese, e abbandonando il marxismo e la lotta armata. Si dette quindi il nome di Unione Democratica Palestinese (FIDA), e ʿAbd Rabbih venne nominato ufficialmente consigliere di ʿArafat.
Durante la separazione, fra i due gruppi vi furono anche alcuni scontri armati in Siria. Tutte le strutture della diaspora collegate al FDLP, che aveva il quartier generale a Damasco, rimasero collegate all'organizzazione di Hawatmeh, mentre la maggioranza dei gruppi presenti in Palestina, soprattutto in Cisgiordania, passarono sotto il controllo della FIDA.

### Gli anni di Oslo
Sotto Hawatmeh, il FDLP si riunì ancora una volta al Fronte del Rifiuto, formando l'Alleanza delle Forze Palestinesi (AFP), che si opponeva alla Dichiarazione di principi firmata ad Oslo nel 1993. Il Fronte sostenne che gli accordi di Oslo erano non democratici, escludendo l'OLP dal processo decisionale e privando i palestinesi dei loro diritti legittimi. Tuttavia, contrariamente alla maggior parte delle organizzazioni dell'AFP, il FDLP non si oppose alla soluzione dei due stati. Alla stregua del FPLP, il FDLP ruppe in seguito i rapporti con l'AFP a causa di divisioni ideologiche, ed attorno alla metà degli anni novanta intraprese alcuni timidi passi in direzione di una fusione col FPLP.
Nel 1999, durante un incontro tenutosi al Cairo, il FDLP ed il FPLP si accordarono per collaborare con la dirigenza dell'OLP per i negoziati in corso con Israele sullo status finale. Nell'ottobre di quell'anno il gruppo venne rimosso dalla lista del Dipartimento di Stato USA delle organizzazioni terroristiche. Il FDLP, di conseguenza, inviò dei propri rappresentanti, all'interno della delegazione palestinese, agli infruttuosi colloqui di Camp David del luglio 2000.

### Seconda Intifada (2000-)
Il FDLP fu decisamente incapace di far sentire la propria presenza durante la seconda Intifada, che scoppiò nel settembre del 2000. La dirigenza del fronte si trovava a Damasco, mentre le strutture dell'organizzazione presenti nei territori occupati si erano disgregate durante la separazione della FIDA. La sua capacità militare era andata indebolendosi fin dal 1993, ossia dal momento del cessate il fuoco fra l'OLP ed Israele, tregua che il Fronte aveva sempre rispettato nonostante la propria opposizione agli accordi di Oslo. Vennero condotte alcune azioni armate, come il 25 agosto 2001, quando vennero uccisi tre soldati israeliani e feriti altri sette, all'interno di un'installazione militare della Striscia di Gaza. Nel complesso, però, la capacità operativa del Fronte nei territori rimase decisamente circoscritta, ed il ri-orientamento della struttura verso la lotta armata, durante l'Intifada Al-Aqsa, non fece altro che indebolirla ulteriormente.
Il FDLP concentrò le proprie azioni militari all'interno dei territori occupati, condannando le operazioni condotte contro obbiettivi israeliani all'interno della green line, sostenendo che i palestinesi dovevano combattere solamente l'occupazione israeliana, e non i civili.
L'11 settembre 2001, una telefonata anonima rivendicò gli attentati aerei di quel giorno a New York e Washington a nome del FDLP. Tale affermazione venne immediatamente negata da Hawatmeh, che contestualmente condannò duramente quanto avvenuto. Il sospetto guadagnò le pagine dei giornali ancora per qualche giorno, ma oggi è ritenuto totalmente infondato.

## Influenza politica
Il FDLP presentò un candidato, Taysir Khalid, alle elezioni presidenziali del 2005, conquistando appena il 3,35% delle preferenze. Prima della consultazione, il Fronte aveva intavolato dei colloqui con il FPLP ed il Partito Popolare Palestinese (PPP) sulla possibilità di presentare un candidato unitario della sinistra, colloqui che però rimasero infruttuosi. In tale tornata elettorale vinse solamente un seggio alle contestuali elezioni municipali.
Alle elezioni legislative del 2006, sotto il nome di al-Badīl (L'Alternativa), il Fronte formò una lista unica con l'Unione Democratica Palestinese, il Partito Popolare Palestinese, e alcuni movimenti indipendenti. La lista venne guidata da uno dei leader storici del FDLP, Qays Abd al-Karim (Abū Layla), e ottenne solamente il 2,8% dei voti, conquistando 2 dei 132 seggi dell'Assemblea.
Il FDLP esercitò un'importante influenza all'interno dell'OLP. Al suo interno è sempre stato il terzo gruppo come dimensioni, dopo Fatḥ e FPLP, e, non essendo state tenute delle consultazioni elettorali all'interno del Consiglio Nazionale Palestinese o del Comitato esecutivo dell'OLP dopo il 1988, il Fronte Democratico dirige tutt'oggi importanti settori dell'Organizzazione. Negli ultimi anni, con l'istituzionalizzarsi dell'ANP, il ruolo dell'OLP è andato scemando, pur essendo tuttora un rappresentante riconosciuto dei palestinesi. Stante la lotta intestina fra le varie fazioni all'interno dell'ANP, nel complesso una riattivazione del ruolo istituzionale dell'OLP è una possibilità non troppo remota.
Il FDLP è attivo soprattutto fra i Palestinesi che risiedono in Siria ed in Libano, con una presenza più limitata in Cisgiordania e a Gaza. Esiste anche una sezione giordana, che negli anni si è configurata come un partito autonomo, assumendo il nome di Partito Popolare Democratico Giordano.
In primo luogo il Fronte raccoglie simpatie fra la classe media palestinese, con uno stile di vita sociale maggiormente liberale e laico, come ad esempio i cristiani, in particolare in città come Nablus e Betlemme.
Pubblica inoltre un periodico settimanale, al-Ḥurriya (La libertà), diffuso in numerosi paesi arabi.
Si ritiene che il Fronte riceva un moderato aiuto finanziario e militare dalla Siria, dove è molto attivo all'interno dei campi profughi locali, e dove attualmente vive il proprio leader, Nāyef Hawatmeh.
Contrariamente a numerosi altri partiti e movimenti palestinesi, il FDLP non viene indicato come un'organizzazione terroristica né dagli Stati Uniti né dalle Nazioni Unite.